# Team Sunweb (vrouwenwielerploeg)/2020
Deze pagina geeft een overzicht van de vrouwenwielerploeg Team Sunweb in 2020.

## Algemeen

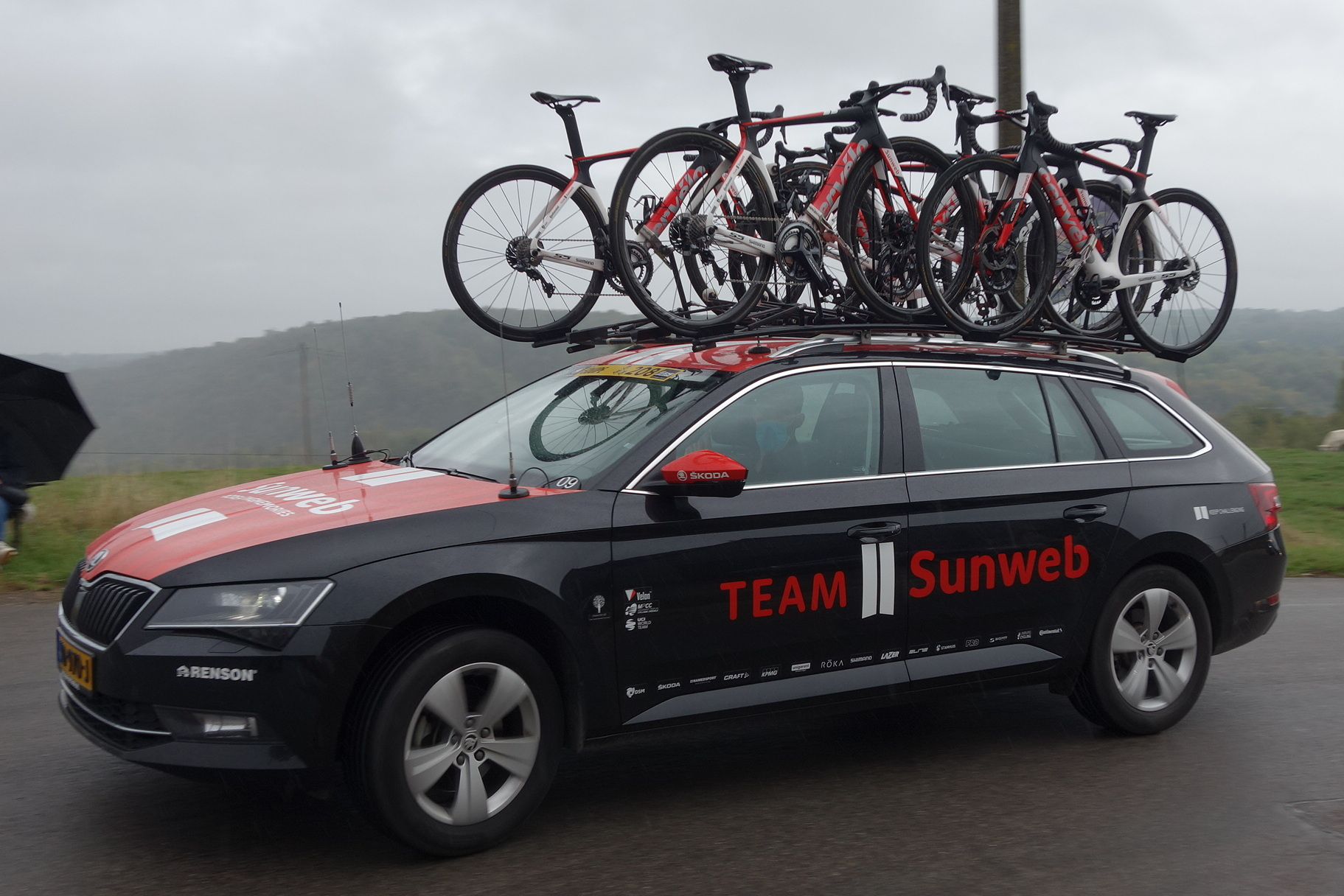
Ploegauto in de Waalse Pijl 2020.

Algemeen manager: Iwan Spekenbrink
Ploegleider: Albert Timmer
Fietsmerk: Cervélo

## Rensters

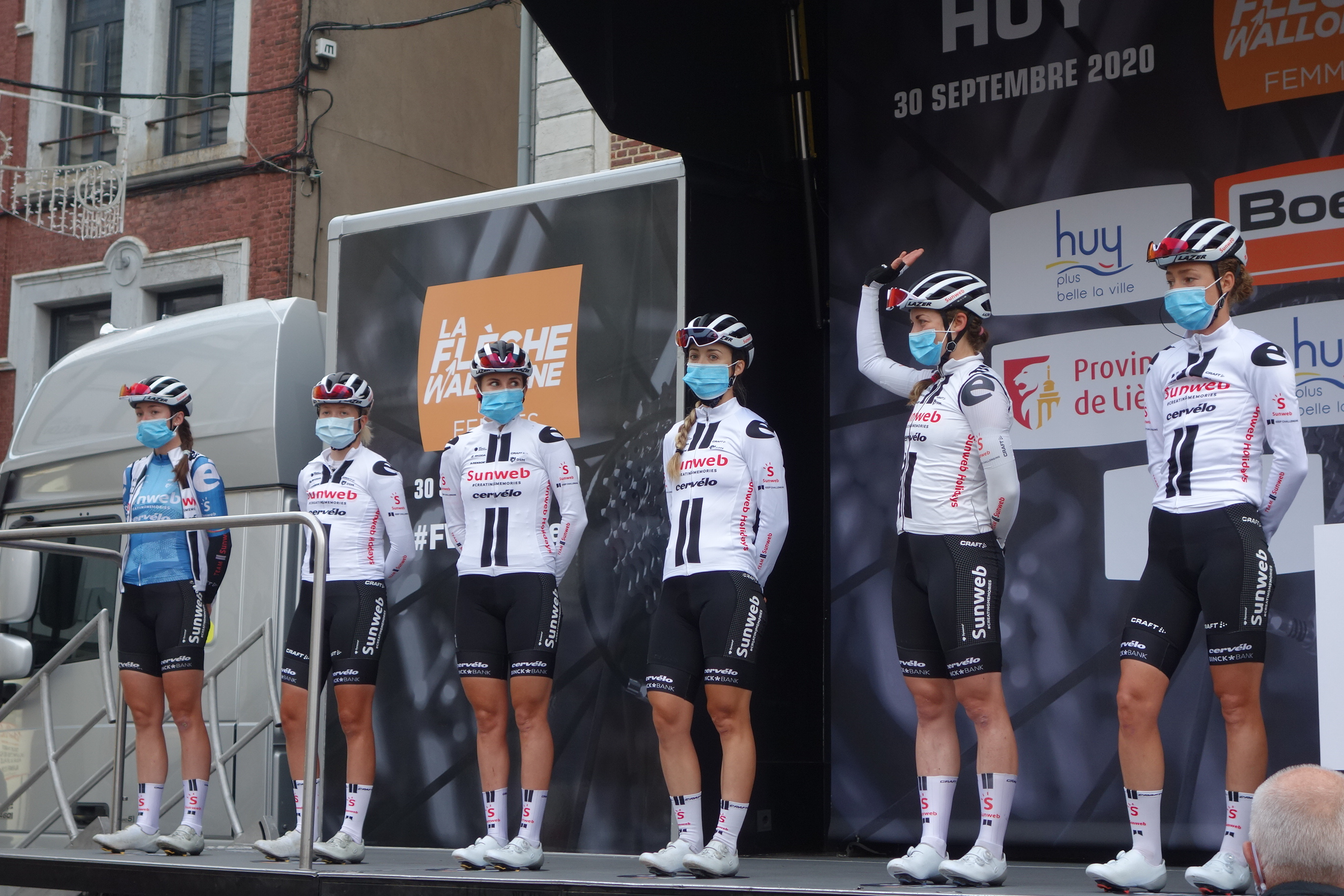
De ploeg in de Waalse Pijl 2020.

| Naam               | Geboortedatum | Nationaliteit       | Ploeg 2019           |
| ------------------ | ------------- | ------------------- | -------------------- |
| Susanne Andersen   | 23-07-1998    | Noorwegen           |                      |
| Pfeiffer Georgi    | 27-09-2000    | Verenigd Koninkrijk |                      |
| Anna Henderson     | 14-11-1998    | Verenigd Koninkrijk | Team Tibco           |
| Alison Jackson     | 14-12-1988    | Canada              | Team Tibco           |
| Leah Kirchmann     | 30-06-1990    | Canada              |                      |
| Franziska Koch     | 13-07-2000    | Duitsland           | stagiair             |
| Juliette Labous    | 04-11-1998    | Frankrijk           |                      |
| Liane Lippert      | 13-01-1998    | Duitsland           |                      |
| Floortje Mackaij   | 18-10-1995    | Nederland           |                      |
| Pernille Mathiesen | 05-10-1997    | Denemarken          |                      |
| Wilma Olausson     | 09-04-2001    | Zweden              | ?                    |
| Coryn Rivera       | 26-08-1992    | Verenigde Staten    |                      |
| Julia Soek         | 12-12-1990    | Nederland           |                      |
| Lorena Wiebes *    | 17-03-1999    | Nederland           | Parkhotel Valkenburg |

* Vanaf 1 juni 2020

### Vertrokken
| Naam          | Ploeg 2020     |
| ------------- | -------------- |
| Lucinda Brand | Trek-Segafredo |

### Fotogalerij

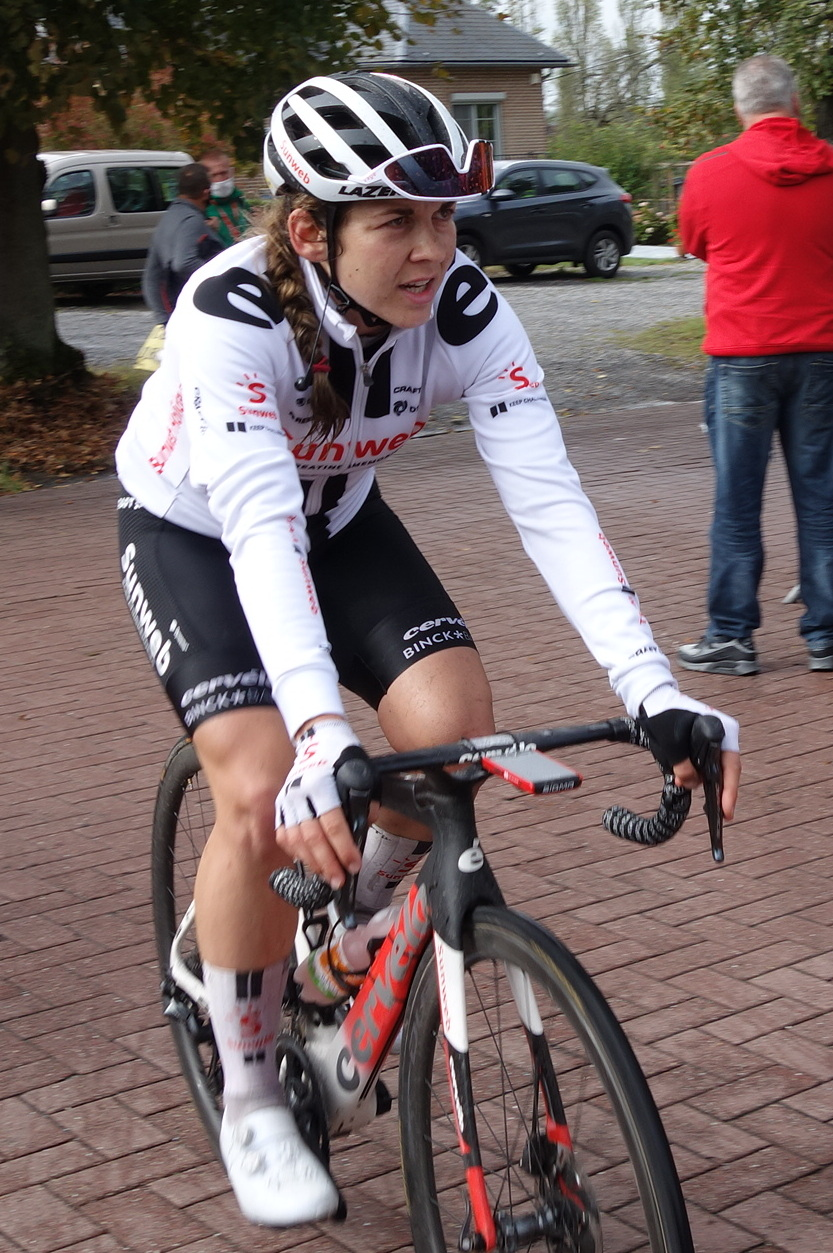
Alison Jackson
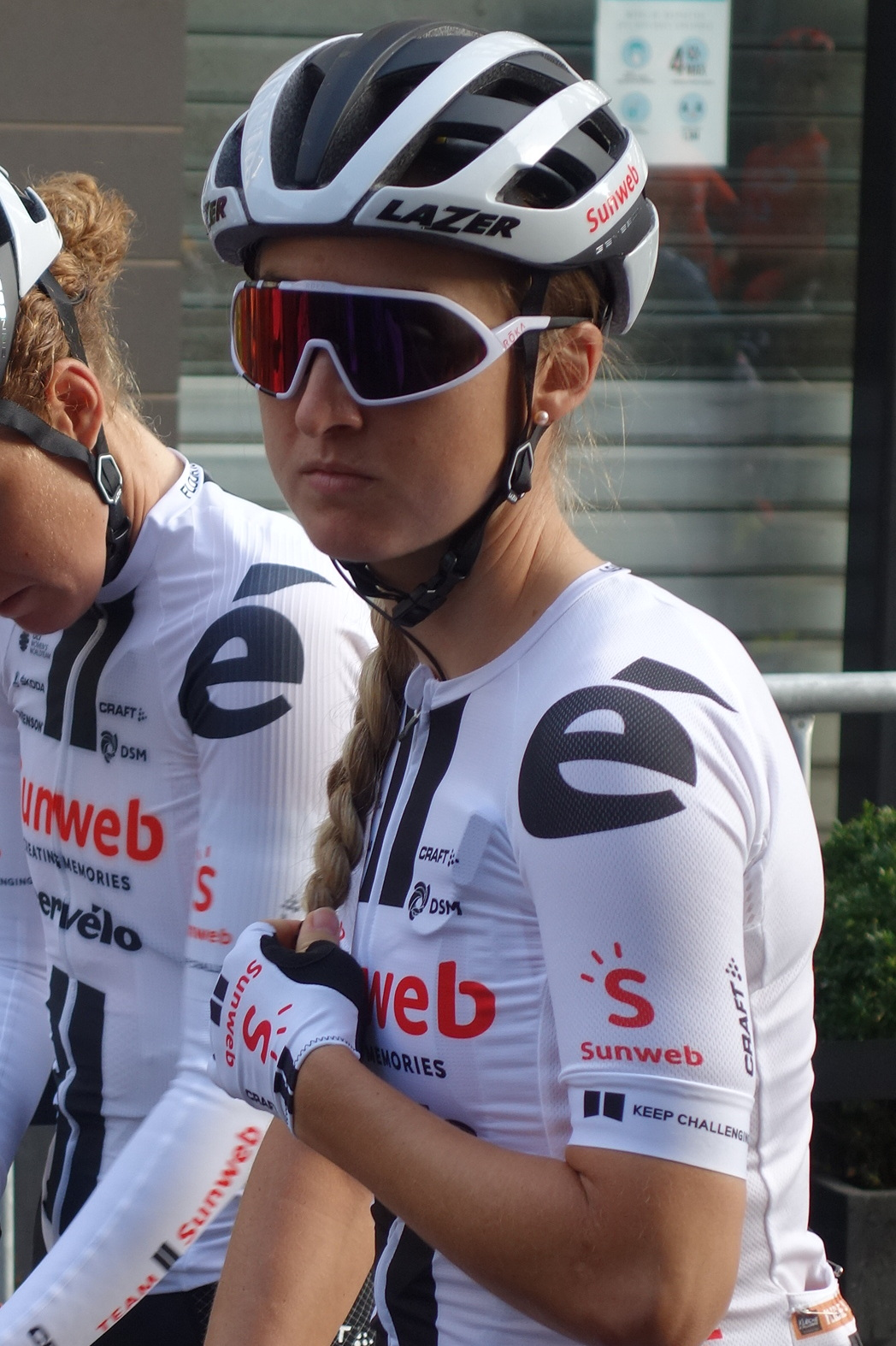
Leah Kirchmann
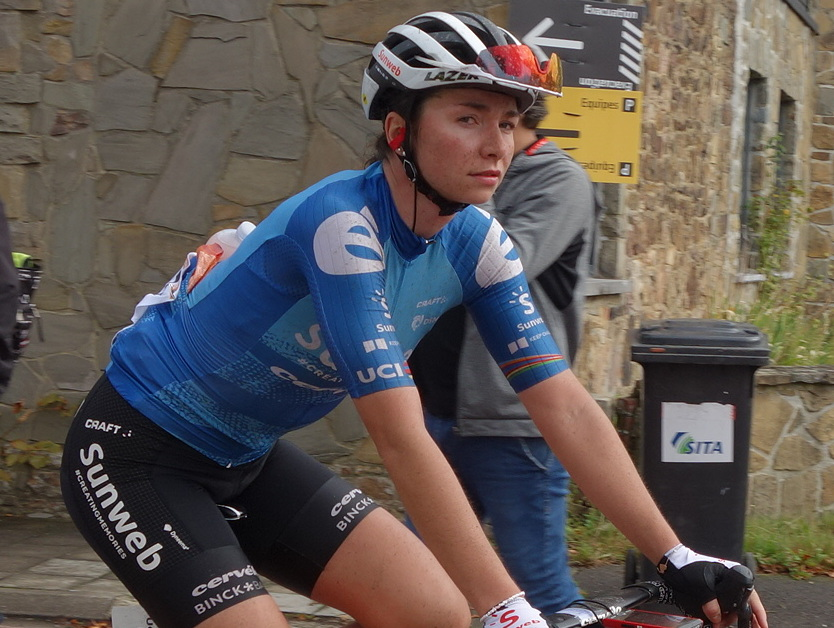
Liane Lippert
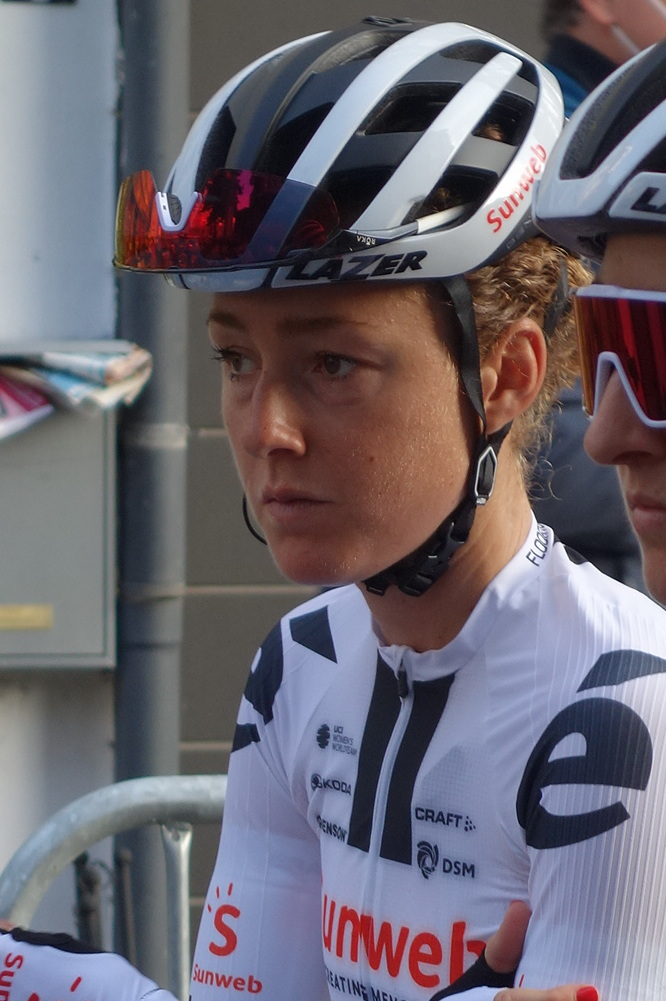
Floortje Mackaij
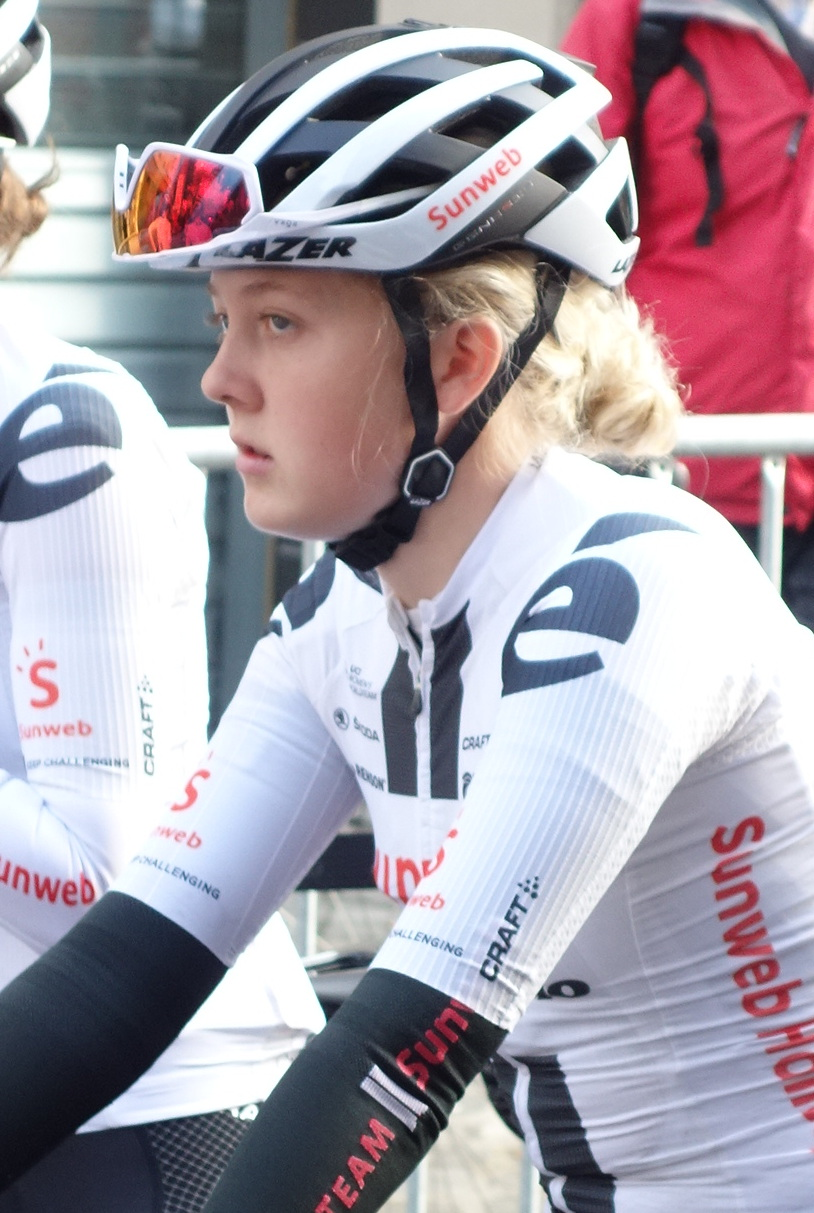
Wilma Olausson

## Overwinningen
| Kampioenschappen Frans kampioene tijdrijden: Juliette Labous Frans kampioene tijdrijden, beloften: Juliette Labous Cadel Evans Great Ocean Road Race (WWT): Liane Lippert Berg- en jongerenklassement Tour Down Under: Liane Lippert Puntenklassement Tour Down Under: Leah Kirchmann GP Euromat: Lorena Wiebes Driedaagse Brugge-De Panne (WWT): Lorena Wiebes 1e etappe Madrid Challenge: Lorena Wiebes |

Mannen: 1999 · 2000 · 2001 · 2002 · 2003 · 2004 · 2005 · 2006 · 2007 · 2008 · 2009 · 2010 · 2011 · 2012 · 2013 · 2014 · 2015 · 2016 · 2017 · 2018 · 2019 · 2020 · 2021 · 2022 · 2023 · 2024 · 2025
Vrouwen: 2011 · 2012 · 2013 · 2014 · 2015 · 2016 · 2017 · 2018 · 2019 · 2020 · 2021 · 2022 · 2023 · 2024 · 2025
Alé BTC Ljubljana · Canyon-SRAM ·  CCC-Liv · FDJ Nouvelle-Aquitaine Futuroscope · Mitchelton-Scott · Movistar Team · Team Sunweb · Trek-Segafredo